# منتخب هولندا لسباعيات الرغبي للسيدات
منتخب هولندا الوطني لسباعيات الرغبي للسيدات هو ممثل هولندا الرسمي في المنافسات الدولية في سباعيات الرغبي للسيدات.

## وصلات خارجية
- الموقع الرسمي